# زندانی زندا (فیلم ۱۹۷۹)
زندانی زندا (به انگلیسی: The Prisoner of Zenda) فیلمی محصول سال ۱۹۷۹ و به کارگردانی ریچارد کواین است. در این فیلم بازیگرانی همچون پیتر سلرز، لین فردریک، لایونل جفریس، الکه زومر، گرگوری سیرا، سیمون ویلیامز، جرمی کمپ، کاترین شل، استوارت ویلسون، جان لوری و گراهام استارک ایفای نقش کرده‌اند.
این فیلم بر پایه زندانی زندا، نوشته آنتونی هوپ ساخته شده است.